# Roca Velásquez
Der Roca Velásquez (spanisch) ist ein Klippenfelsen vor der Danco-Küste des Grahamlands auf der Antarktischen Halbinsel. Er liegt vor dem nordöstlichen Ende des Waterboat Point in der Aguirre-Passage.
Wissenschaftler der 5. Chilenischen Antarktisexpedition (1950–1951) benannten ihn nach dem Geistlichen Ramón Velásquez, der an dieser Forschungsreise beteiligt war.